# Temple de Kali de Dakshineswar
Le temple de Kali de Dakshineswar est un temple hindou navaratna situé à Dakshineswar, à Calcutta, dans le Bengale occidental, en Inde. Il est situé sur la rive est de la rivière Hooghly. La divinité qui préside le temple est Bhavatarini, forme de Parashakti Asya Kali, aussi appelée Adishakti Kalika . Il fut construit en 1855 par Rani Rashmoni, une Zamindar, philanthrope et dévote de Kali. Le temple est connu pour son association avec Ramakrishna et Ma Sarada Devi, mystiques du Bengale du XIXe siècle,.
On compte douze sanctuaires dédiés à Shiva (mari de Kali) le long du fleuve, un temple à Radha-Krishna, un ghat de bain sur la rivière ainsi qu'un un sanctuaire dédié à Rani Rashmoni. 'Nahabat', la chambre dans le coin nord-ouest juste au-delà du dernier des temples de Shiva, est le lieu où Ramakrishna et Maa Sarada ont passé une grande partie de leur vie,.

## Histoire
Ce temple fut fondé vers le milieu du 19e siècle par Rani Rashmoni. Rani Rashmoni est une philanthrope  de caste Mahishya. En 1847, Rashmoni se prépara à effectuer un long pèlerinage dans la ville sacrée hindoue de Kashi pour exprimer ses dévotions à Mahadevi. Rani Rashmoni devait voyager dans vingt-quatre bateaux, transportant des membres de sa famille, des serviteurs et des fournitures . Selon les récits traditionnels, la nuit précédant le début du pèlerinage, Rashmoni eut une vision, en rêve, de la déesse Kali déclarant : « Il n'est nul besoin de se rendre à Banaras. Installez ma statue dans un magnifique temple sur les rives du Gange et préparez-y mon culte. Alors, je me manifesterai par l'image et j'accepterai ma vénération dans ce lieu. »
Du fait de ce songe, Rani Rashmoni achète un terrain de 30 000 acres dans le village de Dakhineswar. Le grand complexe du temple fut bâti entre 1847 et 1855. Les 81 000 m2 furent achetées à un Anglais, Jake Hastie. C'est, en partie, un ancien cimetière musulman en forme de tortue. Il est considéré comme digne du culte de Shakti selon les traditions du Tantra. Sa construction dura huit ans et coûta 900 000 roupies. L'idole de la déesse Kali fut installée le 31 mai 1855 au milieu des festivités au temple anciennement connu sous le nom de Sri Sri Jagadishwari Kali, avec Ramkumar Chhattopadhyay comme prêtre en chef. Bientôt, son jeune frère Gadai ou Gadadhar (plus tard connu sous le nom de Ramakrishna) s'y installa, tout comme son neveu Hriday afin de l'aider,,,.
La responsabilité de Ramakrishna était de conférer de la renommée au temple et d'y attirer des pèlerins .
Rani Rashmoni mourut cinq ans et neuf mois après l'inauguration du temple, à cause d'une maladie. Avant sa mort, elle remit la propriété qu'elle avait achetée à Dinajpur (dans le Bangladesh actuel) en héritage pour l'entretien du temple à la fiducie du temple. Elle accomplit sa tâche le 18 février 1861 et mourut le lendemain. Après sa mort, ses gendres se mirent à célébrer Durga Puja dans leurs locaux respectifs.

## Architecture
Construit dans le style navaratna ou neuf flèches de l'architecture du Bengale, le temple de trois étages orienté au sud a neuf flèches réparties dans les deux étages supérieurs, et se dresse sur une haute plate-forme avec un escalier. Il s'élève à plus de trente mètres de haut ,.
Le garbha-griha abrite une idole de la déesse Kali, nommée Bhavatarini, debout sur la poitrine de Shiva allongé, et ces deux idoles sont placées sur un trône de lotus mille pétales en argent,.
Près du temple principal se trouvent la rangée de douze temples de Shiva, identiques, construits face à l'est dans l'architecture typique du Bengale aat-chala, ils sont bâtis de chaque côté du ghat sur la rivière Hooghly. Au nord-est du complexe du temple se trouve le temple Vishnu ou le temple Radha Kanta,.

## Galerie

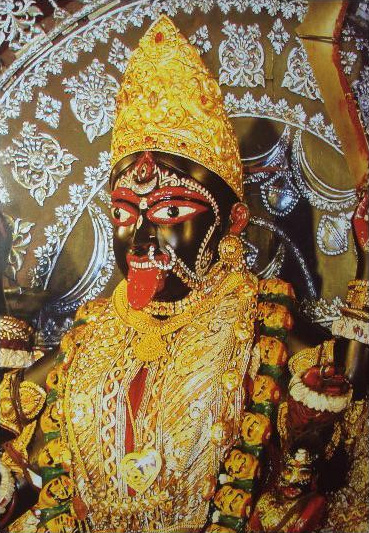
Le nom de l'idole de Kali adorée dans le temple est Bhavatarini. Ici, une image de la divinité ornée de bijoux  et d'autres accessoires.
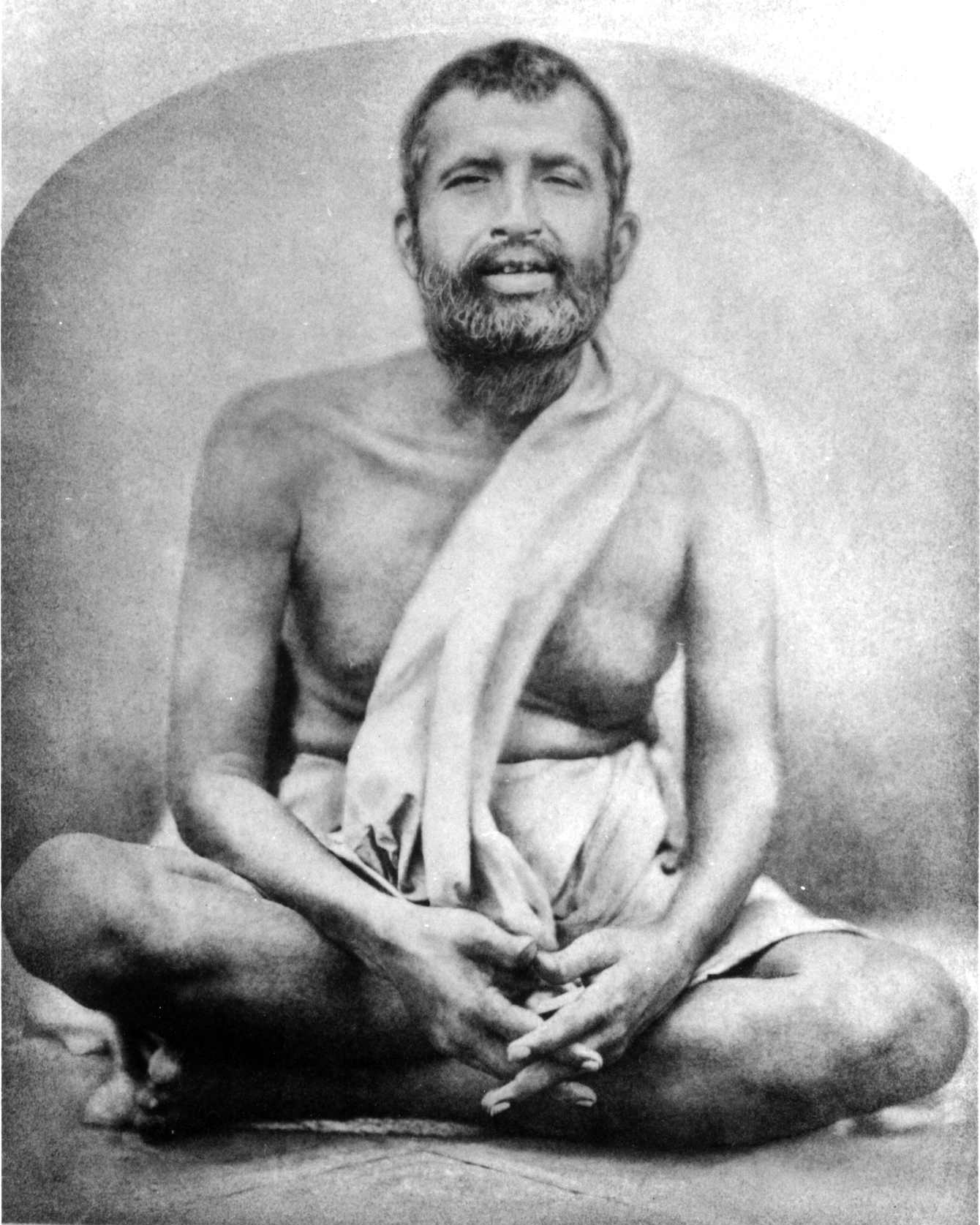
Ramakrishna est venu au temple en 1855, en tant qu'assistant de son frère aîné, Ramkumar, le prêtre en chef, fonction qu'il a repris l'année suivante, après la mort de Ramkumar.
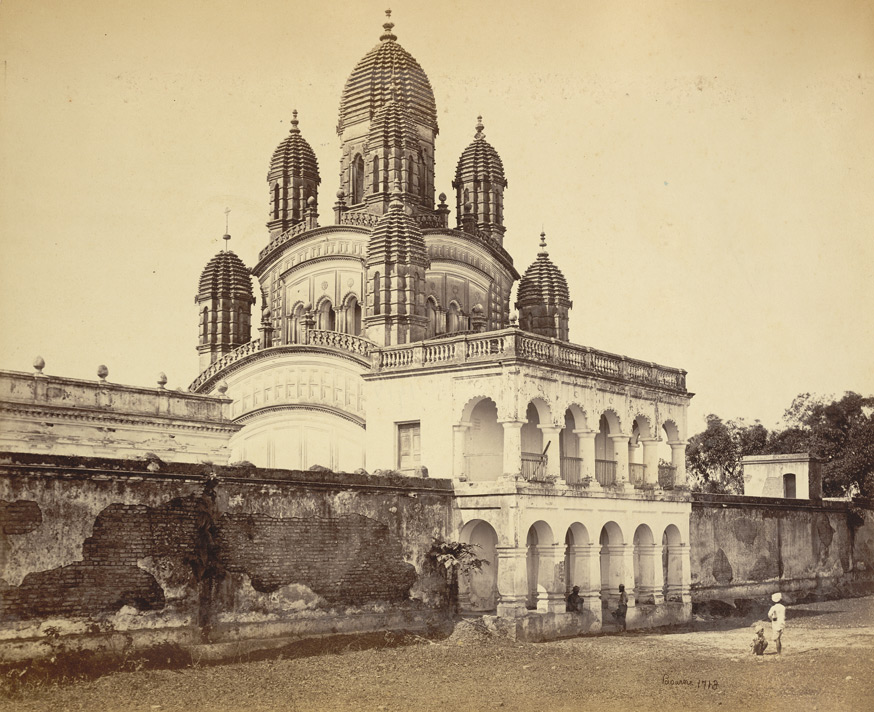
Photographie du temple de Ramnath à partir des vues de Calcutta et de Barrackpore, prise par Samuel Bourne.
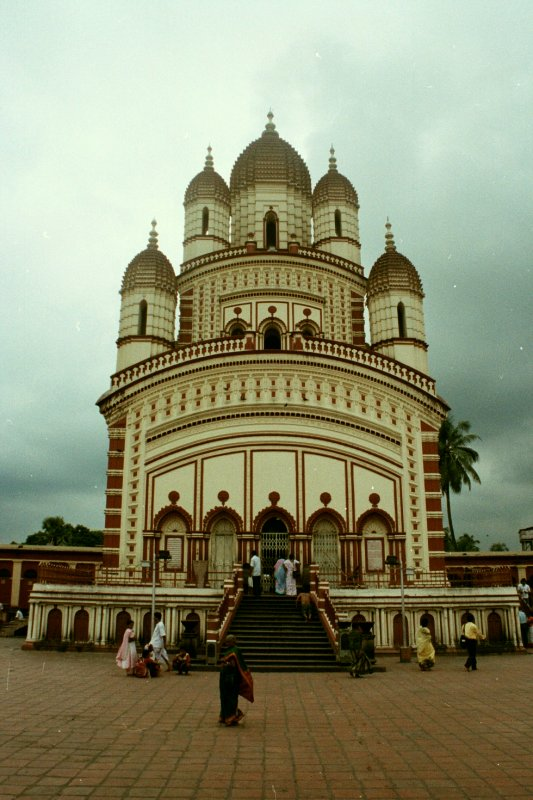
Temple Dakshineshwar Kali, construit sur une plate-forme surélevée.
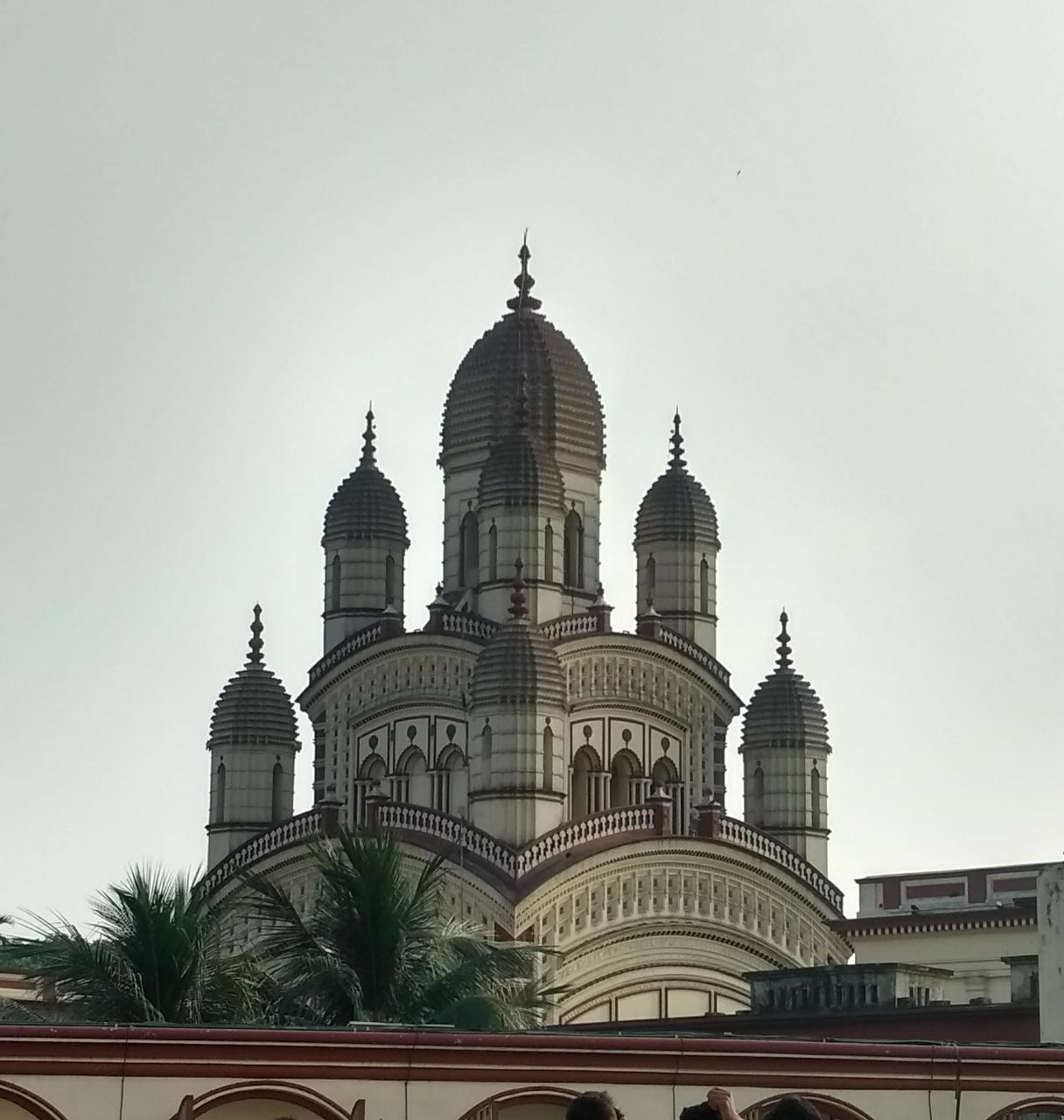
Gros plan des flèches
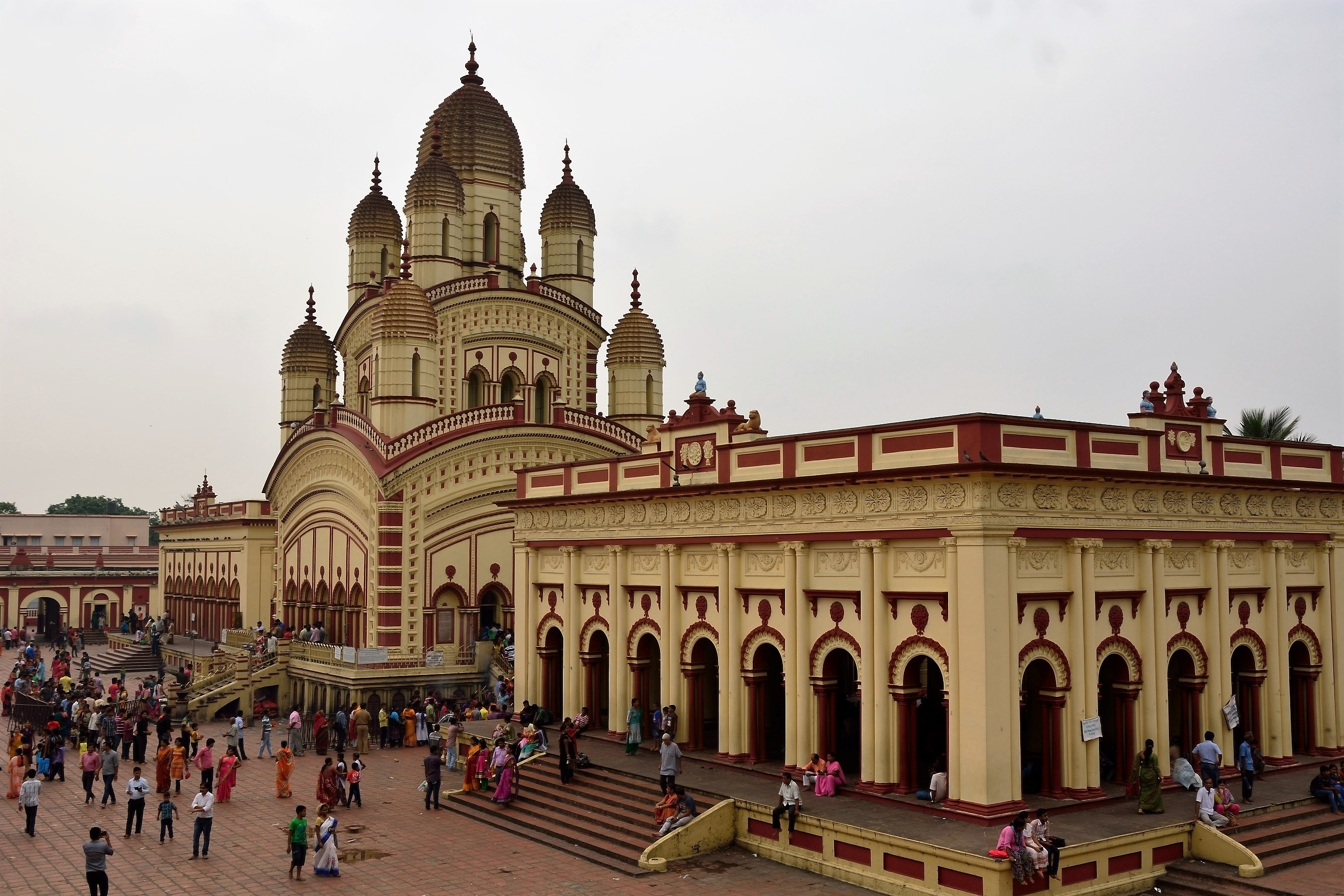
Véranda à colonnes du temple
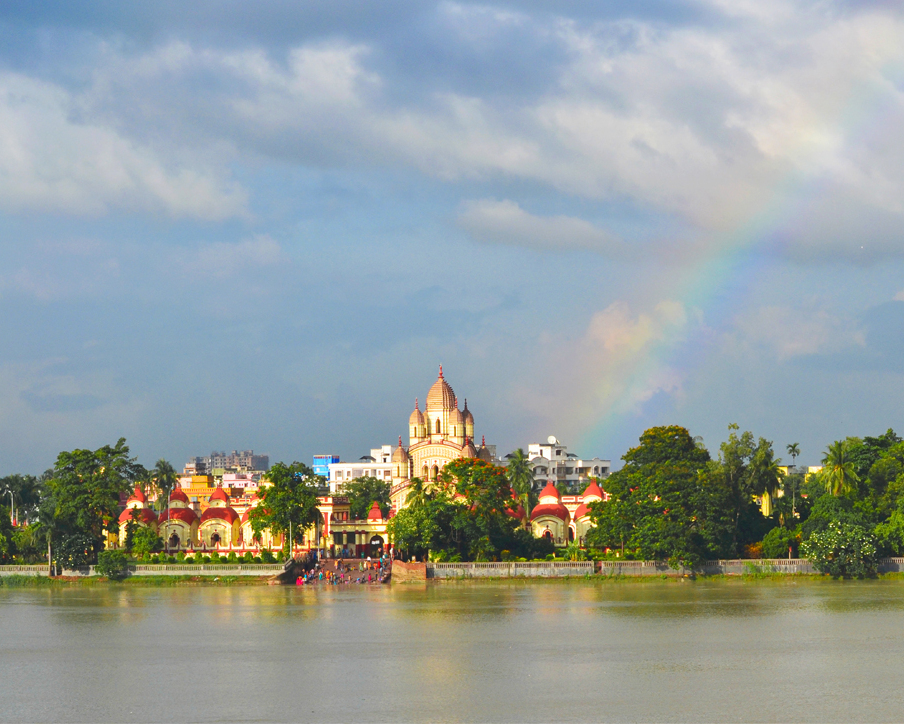
Temple au bord du Gange